# Mark Kermode

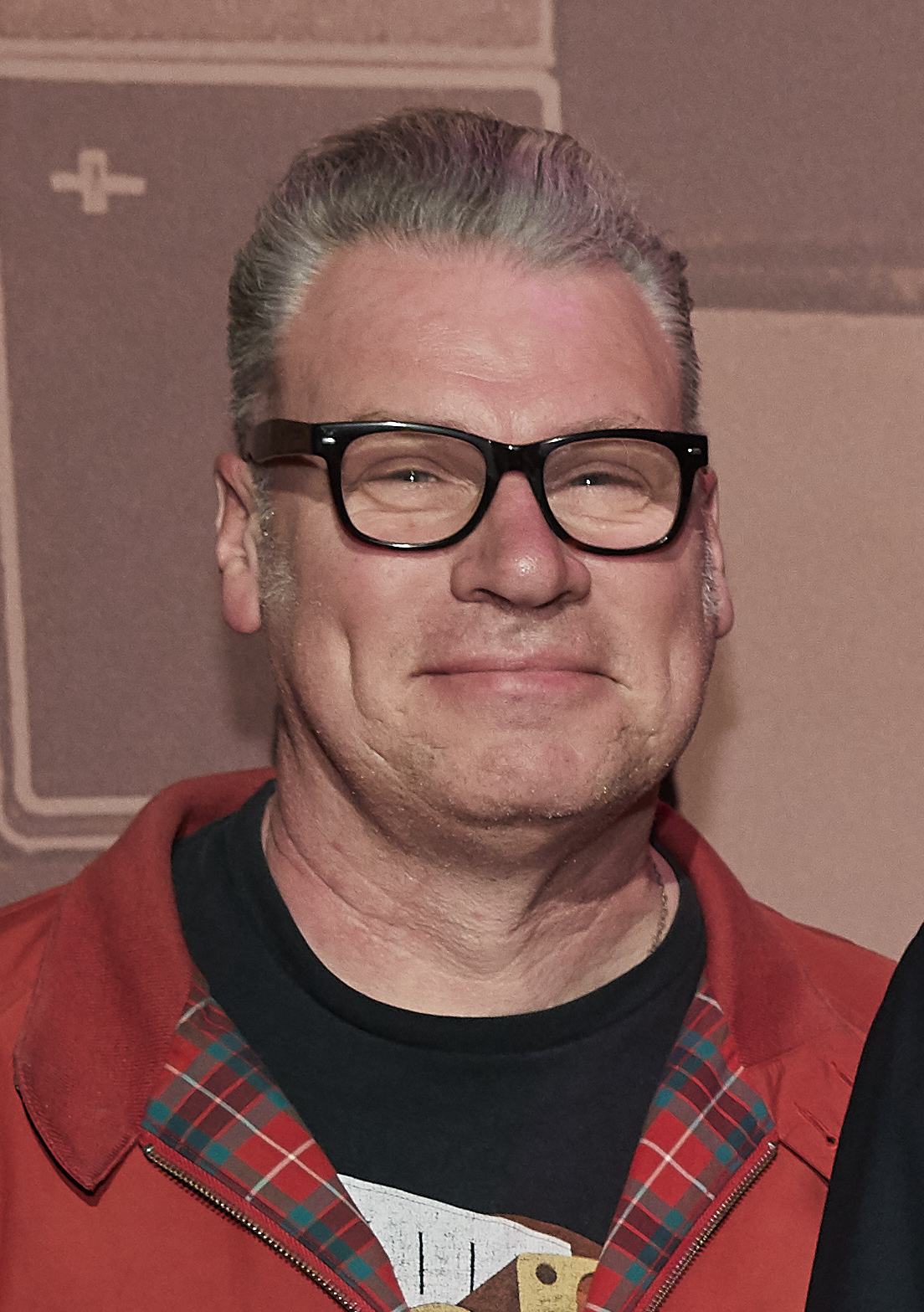
Mark Kermode (2018)

Mark Kermode (* 2. Juli 1963 in Barnet, Hertfordshire) ist ein britischer Filmkritiker, Rundfunksprecher, Journalist und Musiker, der dem britischen Publikum vor allem durch die Fernsehsendung The Culture Show auf BBC Two sowie durch seine Beiträge in den BBC-Nachrichten bekannt ist.

## Leben
Viele Radiohörer verfolgen weltweit seine preisgekrönte Radioshow Kermode and Mayo’s Film Review (mit Simon Mayo), die wöchentlich auf BBC 5 Live gesendet und danach als Podcast ins Netz gestellt wird. Kermode publiziert darüber hinaus regelmäßig Filmkritiken in The Observer und präsentiert einen BBC Videoblog.
Kermode ist seit 2007 Kurator des Shetland Film Festival, Screenplay sowie Mitbegründer des New Forest Festival, das seit 2010 in New Forest im Süden Englands stattfindet. Darüber hinaus arbeitet er als Kurator für das British Film Institute.
Kermode promovierte 1991 an der University of Manchester im Fach Englische Literatur.
Er bekam 2016 die Ehrendoktorwürde von der University of Winchester und 2018 von der University of Exeter verliehen.
Seine Lieblingsfilme sind Der Exorzist (1973), Brazil (1985), Citizen Kane (1941), Die Teufel (1971), Wenn die Gondeln Trauer tragen (1973), Augen ohne Gesicht (1960), Ist das Leben nicht schön? (1947), Die letzte Nacht des Boris Gruschenko (1975), Mary Poppins (1964) sowie Das siebente Siegel (1957).
Kermode ist seit 1991 mit der Filmwissenschaftlerin und Universitätsprofessorin Linda Ruth Williams verheiratet, mit der er zwei Kinder hat.
Neben seiner Tätigkeit als Filmjournalist spielt er Kontrabass in der Skiffle-Band The Dodge Brothers.